# Mighty Quinn
"Mighty Quinn" is een nummer geschreven door Bob Dylan. Het lied werd voor het eerst uitgebracht door de Britse band Manfred Mann in 1968.

## Titel en inhoud
Dylan nam het nummer in de zomer van 1967 op tijdens sessies waar later het compilatiealbum The Basement Tapes mee werd gevuld. Dylan bracht het nummer zelf pas op 8 juni 1970 op zijn album Self Portrait. Tegen die tijd was het nummer al door verschillende artiesten gecoverd.
De eerste release van het nummer - die van Manfred Mann - had de titel "Mighty Quinn". Hetzelfde geldt voor de meeste andere covers. Op Dylans album Self Portrait heet het nummer "Might Quinn (Quinn the Eskimo)". Deze titel kreeg het ook op het compilatiealbum Bob Dylan's Greatest Hits. In de 'basement tapes'-opname die bij het verzamelalbum Biograph uit 1985 werd uitgebracht, was de titel "Quinn the Eskimo (Mighty Quinn)".
Door de soms verwarrende teksten staat het nummer open voor interpretatie. Oppervlakkig gezien gaat het om de aankomst van Mighty Quinn, een Eskimo, op een scheepswerf met arbeiders. Zijn komst zorgt voor opschudding. Het gerucht gaat dat het nummer een verwijzing is naar acteur Anthony Quinn die een Eskimo genaamd Inuk speelde in de film The Savage Innocents van Nicholas Ray. 

## Versie van Manfred Mann
De eerste band die het nummer ter hand nam was de popgroep Manfred Mann. Het was niet het eerste Dylannummer dat de band onder handen had genomen en een commerciëler geluid gaf. Mighty Quinn werd opgenomen op 2 maart 1967 en op 12 januari 1968 op single uitgebracht.
Deze versie werd wereldhit. Het haalde de toppositie in de UK Singles Chart, de tweede plek in de Nederlandse Top 40 en de tiende plek in de Billboard Hot 100. Wereldwijd werden er meer dan twee miljoen exemplaren van verkocht. Het nummer verscheen ook op de LP Mighty Garvey! dat op 28 juni 1968 uitkwam.

### NPO Radio 2 Top 2000
| Nummer met noteringen in de NPO Radio 2 Top 2000 | '99  | '00  | '01  | '02  | '03 | '04  |
| ------------------------------------------------ | ---- | ---- | ---- | ---- | --- | ---- |
| Mighty Quinn                                     | 1529 | 1390 | 1769 | 1532 | -   | 1842 |

1. ↑  Een '-' betekent dat het nummer niet was genoteerd en een vetgedrukt getal geeft de hoogste notering aan.
2. ↑  Deze tabel is bijgewerkt tot en met de laatste editie (2024).

## Andere coverversies
Mighty Quinn is vele malen gecoverd, onder andere door Gary Puckett & The Union Gap (1968), 1910 Fruitgum Company (1968), The Ventures (1968), The Hollies (1969), Lulu ( 1970), Grateful Dead (2005), Wolfgang Niedecken (1995), Johnny Logan (2004), en Noel Gallagher (2021).